# 東新園駅
東新園駅（とうしんえんえき）は、中華人民共和国浙江省杭州市拱墅区東新路と香積寺路と香積寺東路交差点に位置する杭州地下鉄5号線の駅である。

## 歴史
- 2020年4月23日：香積寺路駅として開業[1]。
- 2022年1月26日：東新園駅に改称[2]。

## 駅構造
島式ホーム1面2線を有する地下駅。

### のりば
| 番線       | 路線    | 行先                       |
| ---------- | ------- | -------------------------- |
| 北・西方面 | ■ 5号線 | 南湖東方面                 |
| 南・東方面 | ■ 5号線 | 城站・火車南站・姑娘橋方面 |

（出典：内部空间示意图）

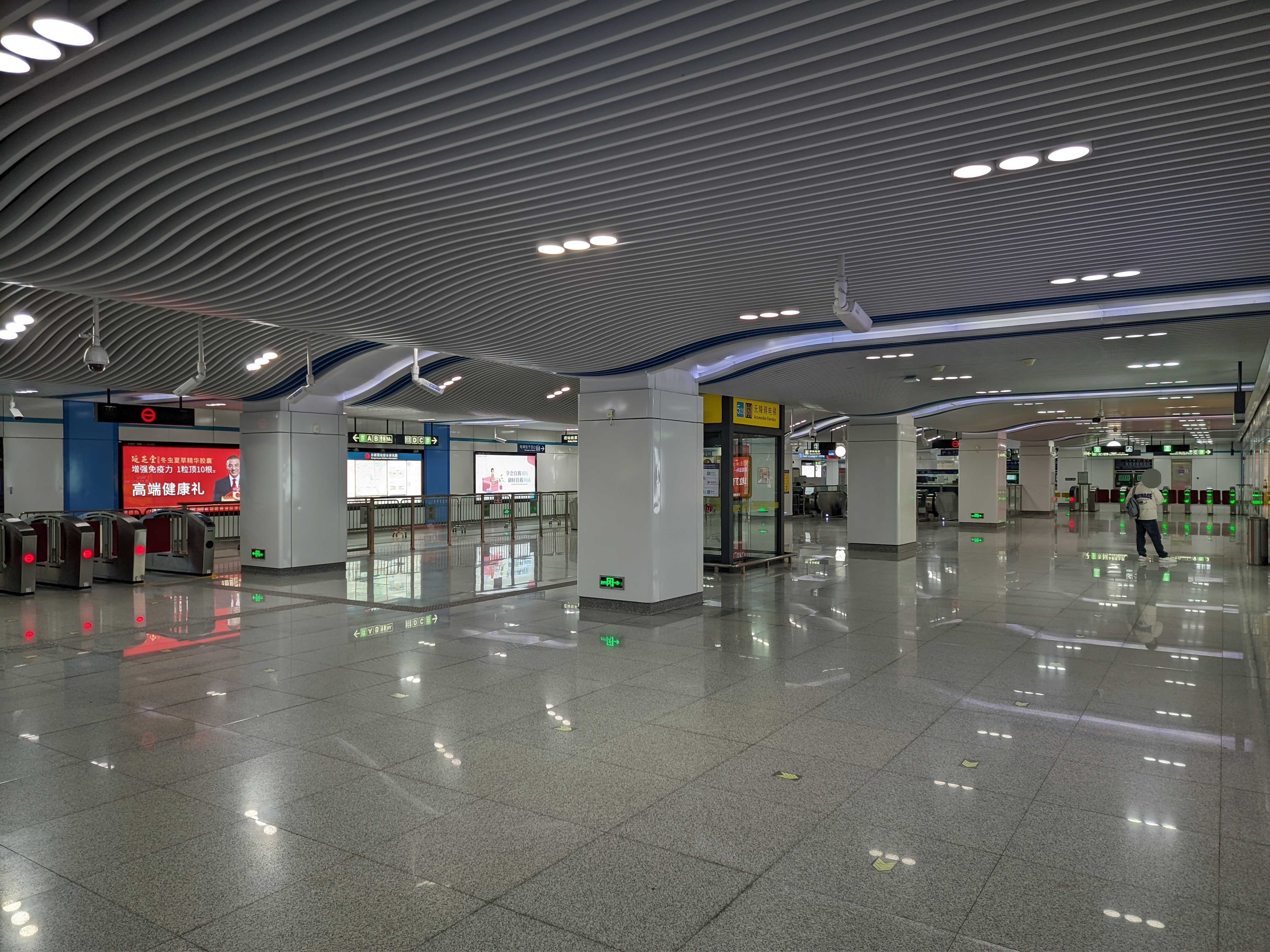
コンコース
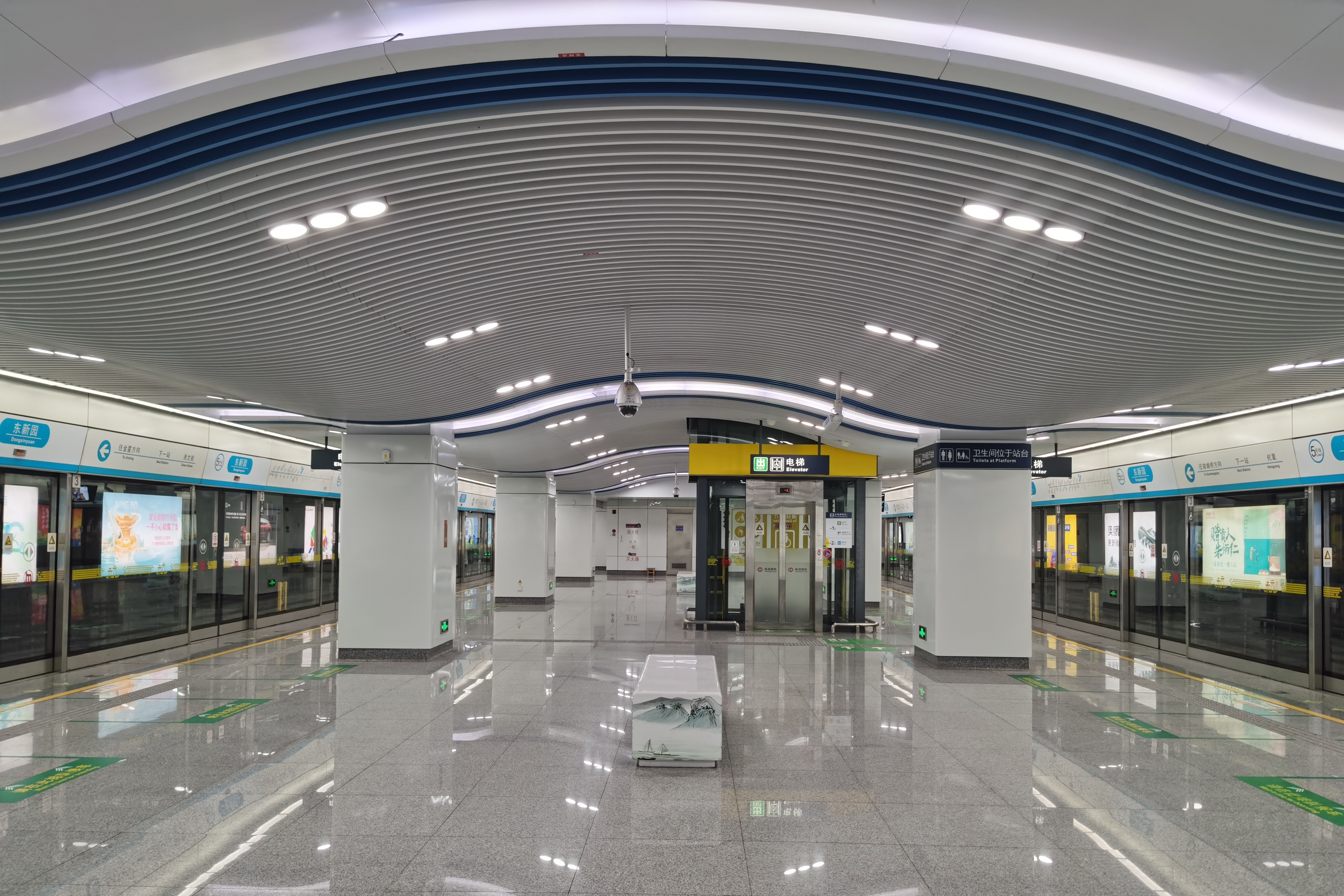
ホーム

## 駅周辺
- 東新園小区
- ウィーラン・インターナショナル
- 三塘菊園
- 三塘竹園
- 浙江康静医院
- 長興レジデンス
- 香檸顔家府
- 拱墅区行政サービスセンター

## 隣の駅
杭州地下鉄
■ 5号線
西文街駅 - 東新園駅 - 杭氧駅